# Championnats d'Europe de natation artistique
Les Championnats d'Europe de natation artistique sont une compétition européenne de natation artistique organisée tous les deux ans par la Ligue européenne de natation (LEN) depuis 2025.
La natation synchronisée fait aussi partie du programme des Championnats d'Europe de natation depuis 1974, mais les compétitions ne sont pas considérées comme des championnats indépendants.

## Éditions
Les Championnats d'Europe de natation 2012 devaient initialement se dérouler à Anvers, en Belgique. Cependant, à la mi-février 2012, des problèmes financiers chez les organisateurs belges ont été révélés, et les compétitions de natation en piscine ont été délocalisées à Debrecen. La natation synchronisée et le plongeon, également prévus à Anvers, ont été attribués comme championnats distincts à Eindhoven, où les Championnats d'Europe de water-polo avaient déjà eu lieu en janvier.
| Année | Édition     | Lieu              |
| ----- | ----------- | ----------------- |
| 2023  | Ie édition  | Rzeszów, Pologne  |
| 2025  | IIe édition | Funchal, Portugal |